# Aedes bonneae
Aedes bonneae är en tvåvingeart som beskrevs av Mattingly 1958. Aedes bonneae ingår i släktet Aedes och familjen stickmyggor. Inga underarter finns listade i Catalogue of Life.